# Wakaba Girl
Wakaba Girl (わかば＊ガール?, Wakaba Gāru) è un manga yonkoma scritto e disegnato da Yui Hara, serializzato sul Manga Time Kirara della Hōbunsha dal 2010 al 2013. Un adattamento anime, prodotto dalla Nexus, è stato trasmesso in Giappone dal 3 luglio al 25 settembre 2015.

## Personaggi
Wakaba Kohashi (小橋 若葉?, Kohashi Wakaba)
Doppiata da: Ari Ozawa
Moeko Tokita (時田 萌子?, Tokita Moeko)
Doppiata da: Mikako Izawa
Mao Kurokawa (黒川 真魚?, Kurokawa Mao)
Doppiata da: Mao Ichimichi
Nao Mashiba (真柴 直?, Mashiba Nao)
Doppiata da: Rie Murakawa

## Media

### Manga
Il manga, scritto e disegnato da Yui Hara, è stato serializzato sulla rivista Manga Time Kirara della Hōbunsha dal 2010 al 2013. I capitoli sono stati raccolti in un unico volume tankōbon, che è stato pubblicato il 26 ottobre 2013.

### Anime
La serie televisiva anime, prodotta dalla Nexus e diretta da Seiji Watanabe, è andata in onda dal 3 luglio al 25 settembre 2015. La sigla di apertura è Hajimete Girls! (初めてガールズ！?) di Ray. In alcune parti del mondo, tra cui l'Italia, gli episodi sono stati trasmessi in streaming, in contemporanea col Giappone, da Crunchyroll, mentre in America del Nord i diritti sono stati acquistati dalla Sentai Filmworks.

#### Episodi
| Nº | Titolo italiano Giapponese 「Kanji」 - Rōmaji                                                   | In onda           | In onda |
| Nº | Titolo italiano Giapponese 「Kanji」 - Rōmaji                                                   | Giapponese        |         |
| 1  | Sogno di essere una studentessa 「夢は女子高生です」 - Yume wa joshi kōsei desu                 | 3 luglio 2015     |         |
| 2  | In una coppa D, per favore 「Dカップでお願いします」 - D-kappu de onegaishimasu                 | 10 luglio 2015    |         |
| 3  | La via per diventare una gyaru è lunga 「ギャルへの道のりは遠い」 - Gyaru e no michinori wa tōi | 17 luglio 2015    |         |
| 4  | Questo è un coltello? 「これが包丁ですか」 - Kore ga hōchō desu ka                              | 24 luglio 2015    |         |
| 5  | Le ragazze ricche sono sleali 「お嬢様はずるい」 - Ojō-sama wa zurui                            | 31 luglio 2015    |         |
| 6  | La stoffa è troppo corta 「布の面積が小さすぎます」 - Nuno no menseki ga chiisasugimasu         | 7 agosto 2015     |         |
| 7  | Un cecchino, per caso? 「もしかしてスナイパー」 - Moshikashite sunaipā                          | 14 agosto 2015    |         |
| 8  | Bum bum bum 「ドンドコドコドコ」 - Dondokodokodoko                                              | 21 agosto 2015    |         |
| 9  | Wakaba-chan Fever 「若葉ちゃんフィーバー」 - Wakaba-chan fībā                                   | 28 agosto 2015    |         |
| 10 | È impossibile 「それは無理ですわ」 - Sore wa muri desu wa                                       | 4 settembre 2015  |         |
| 11 | Una macchina per creare gente pigra 「堕落人間製造機械」 - Daraku ningen seizō kikai            | 11 settembre 2015 |         |
| 12 | Basta con quello sguardo 「その目をやめろ」 - Sono me o yamero                                  | 18 settembre 2015 |         |
| 13 | Una ragazza normale 「普通の女の子」 - Futsū no onnanoko                                        | 25 settembre 2015 |         |